# HD 212301 b
HD 212301 b는 팔분의자리 방향으로 지구로부터 약 172광년 떨어진 곳에 있는 외계 행성이다. 어머니 항성은 태양보다 좀 더 뜨거운 분광형 F형 주계열성 HD 212301이다. 행성의 질량은 목성의 0.4배 정도이나 어디까지나 최소 질량이다. 이 질량이 정확한 값이라고 가정할 경우 저질량 가스 행성으로 분류할 수 있다. 수다르스키의 외계 행성 겉모습 분류에 따르면 b는 L형(알칼리 금속 거성)으로 볼 수 있다. 공전 주기는 2.25 지구일이며 밤하늘에서 항성과 떨어진 각거리는 0.65 밀리초각이다. 항성과의 평균 거리는 0.0341 천문단위가 된다. 가까운 거리 때문에 항성의 기조력을 강하게 받아 궤도는 거 의 원형에 가깝고, 따라서 근일점과 원일점의 차이도 없다. 가까이 있는 만큼 공전 속도도 매우 빠르며 구체적으로 초당 165.8 킬로미터에 이른다. 이는 우리 지구의 5배가 넘는 속도이다. b의 중력 때문에 항성이 흔들리는 속도는 초당 59.5 미터이다.
2005년 8월 22일 유럽 우주국 소유 칠레 소재 라 실라 천문대에서 Lo Curto가 HARPS 분광기를 이용, 이 행성을 발견했다.

## 같이 보기
- HD 213240 b

## 참고 문헌
- (영어) Lo Curto;  외. (2006). “The HARPS search for southern extra-solar planets. VII. A very hot Jupiter orbiting HD 212301”. 《Astronomy and Astrophysics》 451 (1): 345–350. doi:10.1051/0004-6361:20054083. 2007년 12월 16일에 확인함.